# 性的特徴
性的特徴（せいてきとくちょう、英: sexual characteristics）とは、主に性的二形を示す生物における性別に関わる身体的な特徴のことを指す。これには第一次性徴や第二次性徴が含まれる。

## 概説
多くの生物には性別があり、その性別を特徴づける身体的な特徴を有している。これは性的特徴と呼ばれる。その特徴の違いが性差となる。よく知られる性別は男（雄）と女（雌）である。
しかし、実際には多くの生物は典型的な雄と雌の対極として分類できず、複雑な特徴を有するものがおり、性別を連続的に捉える考え方が生物学では採用され始めている。例えば、学術ジャーナルの『Nature』でも「性別は2つであるという考えは安易であり、現在の生物学者は性別はスペクトラム（多様な形態）であると考えている」と説明されている。逆に性別は2つのみであるという考え方は性別二元論と呼ばれる。
出生時に割り当てられた性別を「生物学的性別」と呼ぶ人もいるが、それは可能性のある性的特徴を完全には捉えていない。

## 人間の性的特徴
人間には一般的に男性と女性の性的特徴がある。ただし、男性と女性の典型的な解剖学的性的特徴を有さない人もおり、インターセックスと呼ばれる。
次の表は、人間の性的特徴をリストにしたものである。
| 各要素                 | 典型的な女性                                                                                             | 典型的でない       | 典型的な男性                                 |
| ---------------------- | --- | ------------------ | -------------------------------------------- |
| 性決定時の生物学的特徴 | |                    |                                              |
| 性染色体               | XX | X、XXY、XXX、46,XX | XY                                           |
| 第一次性徴             | |                    |                                              |
| 生殖腺                 | 卵巣 | 卵精巣             | 精巣                                         |
| 性ホルモン             | 高い値のエストロゲンとゲスターゲン（プロゲステロンを含む）、低い値のアンドロゲン（テストステロンを含む） | アンドロゲン不応症 | 高い値のアンドロゲン（テストステロンを含む） |
| 内性器                 | 膣、子宮、輸卵管                                                                                         | ミュラー管無発生   | 海綿体、前立腺、精管、精嚢                   |
| 外性器                 | 陰核、陰唇、外陰部、陰核包皮                                                                             | 小陰茎症           | 陰茎亀頭、陰嚢、陰茎、陰茎包皮               |
| 第二次性徴             | |                    |                                              |
|                        | 乳房の肥大化をともなう発達、薄い性毛、声の高さ                                                           |                    | 濃い性毛、声の低さ                           |

性的特徴に基づく性別（sex）の概念はジェンダー（gender）とは異なるものの相互作用する。性的特徴（SC）は性的指向（SO）、性同一性（GI）、性表現（GE）と合わせて「SOGIESC」と表現されることもある。